# László Hammerl
László Hammerl (n. 15 februarie 1942, Budapesta, Regatul Ungariei – d. 3 mai 2024, Budapesta, Ungaria) a fost un trăgător de tir ce a reprezentat Ungaria, medaliat olimpic. A participat la 4 ediții ale Jocurilor Olimpice (1964, 1968, 1972, 1976) în care a câștigat o medalie de aur, o medalie de argint și o medalie de bronz.